# Granger (Iowa)
Pour les articles homonymes, voir Granger.
Granger est une ville des comtés de Dallas et Polk, en Iowa, aux États-Unis. Elle est incorporée le 6 septembre 1905. 

## Source de la traduction
- (en) Cet article est partiellement ou en totalité issu de l’article de Wikipédia en anglais intitulé « Granger, Iowa » (voir la liste des auteurs).